# Aldingen
Aldingen ist die viertgrößte Gemeinde im Landkreis Tuttlingen in Baden-Württemberg.

## Geographie

### Geographische Lage
Aldingen liegt in 583 bis 806 Meter Höhe am Ostrand der Baarhochfläche am Fuß der Schwäbischen Alb an der Prim.

### Nachbargemeinden
Die Gemeinde grenzt im Norden an die Stadt Rottweil und Frittlingen, im Osten an Denkingen, im Süden an die Stadt Spaichingen sowie im Westen an die Stadt Trossingen und Deißlingen im Landkreis Rottweil. Die Gemeinde ist Mitglied der Vereinbarten Verwaltungsgemeinschaft der Stadt Spaichingen.

### Gemeindegliederung
Zur Gemeinde Aldingen mit der 1975 eingemeindeten Gemeinde Aixheim gehören sechs Dörfer, Weiler, Höfe und Häuser. Zur ehemaligen Gemeinde Aixheim gehören das Dorf Aixheim, der Weiler Neuhaus und die Häuser Neueichhof, Neuhof und Täfermühle. In der Gemeinde Aldingen im Gebietsstand von 1974 liegen das Dorf Aldingen sowie die Wüstungen Dellingen, Unterwählen und Winzingen. Im Gebiet der ehemaligen Gemeinde Aixheim liegen die Wüstungen Amrizhausen, Heidenbühl und Ramsen.

### Klima
In Aldingen wird eine Wetterstation betrieben. Die Jahresmitteltemperatur beträgt rund 8,2 Grad Celsius. Die Niederschlagssumme beläuft sich auf 850 mm und die Sonne scheint durchschnittlich 1700 Stunden im Jahr. Das Klima ist für diese Höhenlage als eher mild einzustufen.

### Schutzgebiete
In Aldingen liegen die Landschaftsschutzgebiete Trosselbach-, Hagenbach- und Primtal, Sommerschafweide mit Baum- und Heckenbeständen in den Gewanden Brühl und Menishalde und Sommerschafweide mit Baum- und Heckenbeständen südlich der Straße Trossingen-Aldingen im Gewand Auwasen. Aldingen hat als einzige Gemeinde im Landkreis Tuttlingen keinen Anteil am Natura-2000-Netzwerk.

## Geschichte

### Frühe Geschichte
Wie die Endung -ingen vermuten lässt, ist Aldingen eine alemannische Siedlung. Bei der Restaurierung der Mauritiuskirche haben archäologische Untersuchungen Funde zutage gebracht, wonach sich die Besiedlung bis ins 4. Jahrhundert zurückverfolgen lässt. Es wurden Pfostenlöcher einer Holzkirche aus der Zeit um 700 freigelegt. Im späten 11. Jahrhundert wurde an dieser Stelle eine Steinkirche errichtet.
Der Ort wurde im in den Jahren 802 oder 803 in einer Schenkungsurkunde des Klosters St. Gallen erstmals erwähnt. 1444 kam Aldingen zur damaligen Grafschaft Württemberg und wurde dem Amt Tuttlingen zugeordnet. Aldingen wurde als württembergischer Ort in der Reformationszeit 1534 evangelisch. Auf der Gemarkung befand sich einst die Burg Schlößlesbühl.

### Gebietszugehörigkeit
Im Königreich Württemberg wurde der Ort 1810 dem Oberamt Spaichingen zugeordnet. Bei der Kreisreform während der NS-Zeit in Württemberg gelangte die Gemeinde 1938 zum Landkreis Tuttlingen. 1945 wurde der Ort Teil der französischen Besatzungszone und erfuhr somit die Zuordnung zum neu gegründeten Land Württemberg-Hohenzollern, welches 1952 im Land Baden-Württemberg aufging.

### Eingemeindungen
Am 1. Januar 1975 wurde die bis dahin selbständige Gemeinde Aixheim nach Aldingen eingemeindet.

## Religion
Die Evangelische Kirchengemeinde Aldingen umfasst die Gemeinden Aldingen, Aixheim, Denkingen und Frittlingen und gehört zum Kirchenbezirk Rottweil der Württembergischen Landeskirche. Seit 1964 gibt es wieder eine katholische Kirche in Aldingen mit seit 1980 eigener Pfarrei. Die katholische Kirchengemeinde Aldingen ist in der Seelsorgeeinheit Klippeneck-Primtal organisiert, die zum Dekanat Tuttlingen-Spaichingen der Diözese Rottenburg-Stuttgart zählt.
Seit 2003 gibt es in der Nachbarstadt Spaichingen eine Moschee für die islamischen Bürger der Umgebung.

## Politik

### Gemeinderat
Der Gemeinderat besteht aus den gewählten ehrenamtlichen Gemeinderäten und dem Bürgermeister als Vorsitzendem. Der Bürgermeister ist im Gemeinderat stimmberechtigt.
Im Ortsteil Aixheim besteht ein Ortschaftsrat mitsamt einem ehrenamtlichen Ortsvorsteher als Vorsitzenden.
Die Kommunalwahl am 9. Juni 2024 führte zu folgendem vorläufigen Endergebnis.
| Parteien und Wählergemeinschaften | Parteien und Wählergemeinschaften                             | 2024   | 2024   | 2019   | 2019   |
| Parteien und Wählergemeinschaften | Parteien und Wählergemeinschaften                             | Anteil | Sitze  | Anteil | Sitze  |
| --------------------------------- | ------------------------------------------------------------- | ------ | ------ | ------ | ------ |
| FW                                | Freie Wähler                                                  | 30,0 % | 5      | 42,3 % | 7      |
| FAA                               | Für Aldingen-Aixheim                                          | 29,7 % | 5      | --     | --     |
| CDU                               | Christlich Demokratische Union Deutschlands                   | 25,6 % | 5      | 36,8 % | 7      |
| LBU                               | Liste für Bürgerbeteiligung und Umweltschutz Aldingen/Aixheim | 10,0 % | 2      | --     | --     |
| CBA                               | Christliches Bündnis Aldingen                                 | 4,7 %  | 1      | --     | --     |
| SPD                               | Sozialdemokratische Partei Deutschlands                       | --     | --     | 20,9 % | 4      |
| Gesamt                            | Gesamt                                                        | 100    | 18     | 100    | 18     |
| Wahlbeteiligung                   | Wahlbeteiligung                                               | 53,4 % | 53,4 % | 49,6 % | 49,6 % |

### Bürgermeister
Bürgermeister ist seit 2025 Ralf Sulzmann. Zuvor waren von 1978 bis 2014 Reinhard Lindner und von 2014 bis 2024 Ralf Fahrländer Bürgermeister.
| Banner, Wappen und Hissflagge |  |
|                               |  |
|                               |  |

### Wappen und Flagge
Blasonierung:„In Gold (Gelb) auf grünem Boden eine grüne Linde.“ Heraldisch korrekt muss es heißen:„In Gold (Gelb) auf grünem Hügel eine grüne Linde.“
Wappenbegründung: Das 1930 verliehene Wappen ist abgeleitet vom ältesten Siegelbild des Ortes aus dem Jahre 1797, welches einen Laubbaum begleitet von vier Sternen mit einer auf dem Stamm quer aufgelegten Hirschstange, darunter zwei schräggekreuzte Zweige zeigte. Die Bedeutung der Linde ist unklar. Ein Nachweis über eine frühere Gerichtsstätte konnte nicht gefunden werden.
Flagge: Das Banner bzw. die Hissflagge ist grün-gelb längs- bzw. quergestreift mit dem aufgelegten Wappen oberhalb bzw. in der Mitte. Die Flagge wurde am 17. August 1970 durch das Innenministerium verliehen.

## Kultur und Sehenswürdigkeiten
Die Kommune ist dem Tourismusverband „Donaubergland“ angeschlossen.

### Mauritiuskirche

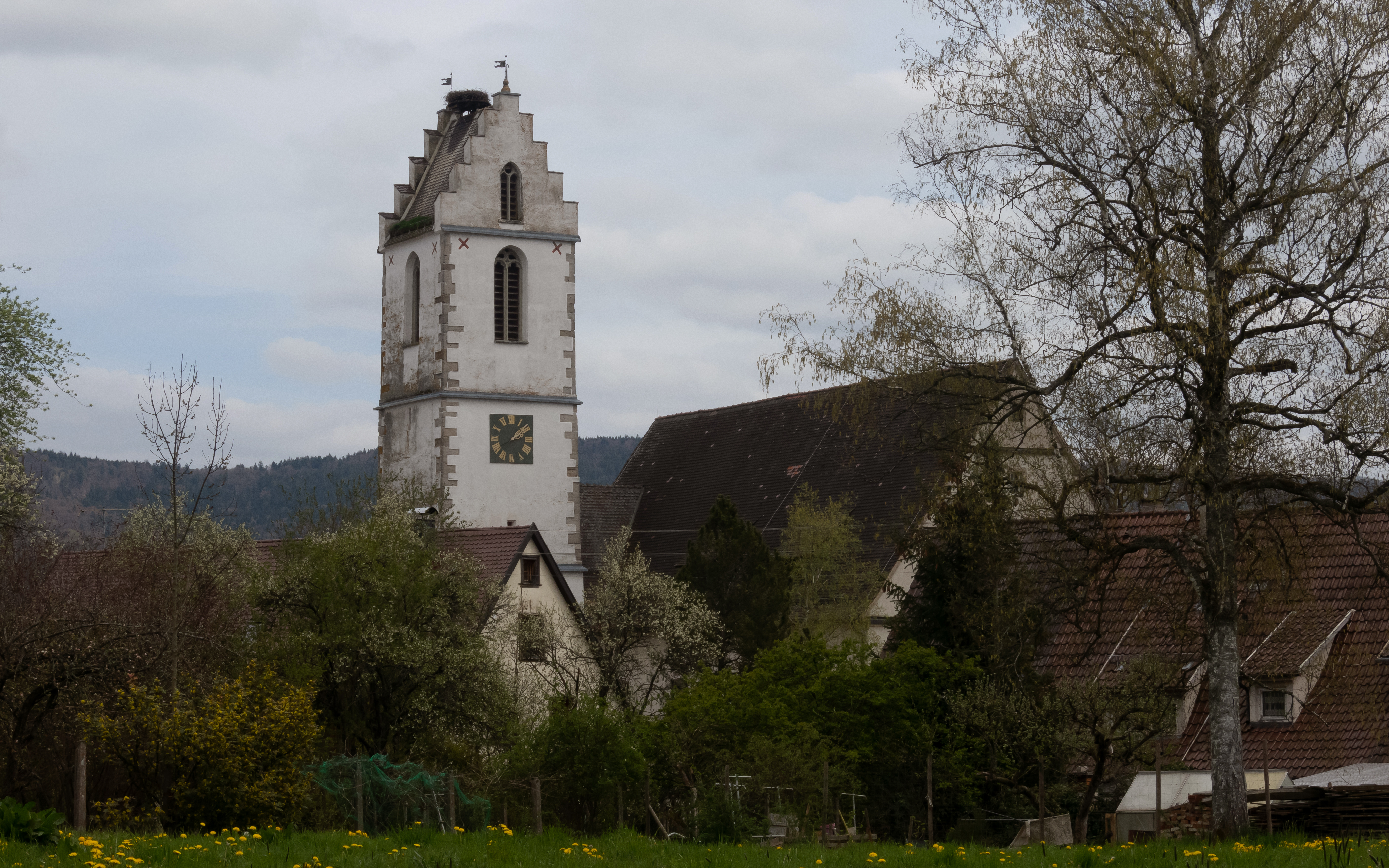
Mauritiuskirche

Die evangelische Mauritiuskirche in der Ortsmitte wurde 1720 erbaut, der Kirchturm stammt in seinen Ursprüngen aus dem Jahr 1593. Sie beherbergt u. a. einen Flügelaltar aus dem Jahr 1536.

### Museum und Bürgerbegegnungsstätte Aldingen
Seit 2002 besteht ein Museum und Bürgerbegegnungsstätte Aldingen zur Ortsgeschichte.

## Wirtschaft und Infrastruktur

### Betriebe
Aldingen ist eine Industriegemeinde. Ansässig sind hauptsächlich metallverarbeitende Betriebe, aber auch elektronische und elektrotechnische sowie Betriebe für Werkzeug- und Apparatebau. Auch das Handwerk und der Facheinzelhandel sind mit leistungsfähigen Betrieben vertreten.
In Aldingen ist unter anderem die 1912 gegründete Uhrenmanufaktur Kieninger ansässig. Das Unternehmen ist einer der letzten Hersteller rein mechanisch angetriebener Wand-, Tisch- und Standuhren mit Abnehmern in Europa, in den USA und in China. 2021 beschäftigte Kieninger etwa 25 Mitarbeiterinnen und Mitarbeiter.

### Verkehr

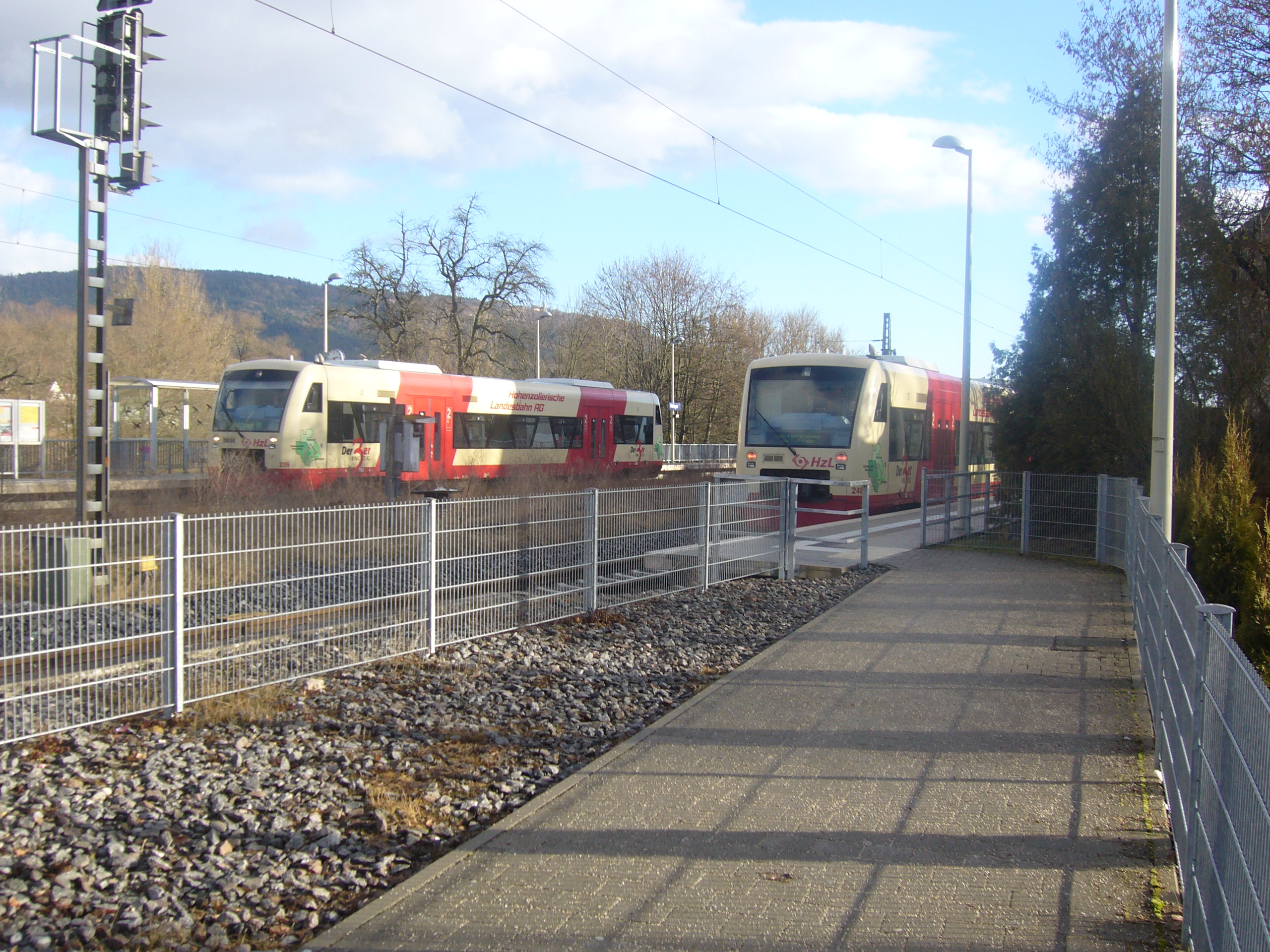
Zwei Ringzüge begegnen sich in Aldingen

Aldingen liegt an der Bahnstrecke Plochingen–Immendingen und ist seit der Einführung des Ringzugs 2003 wieder Bahn-Halt. Der 1977 für den Personenverkehr stillgelegte Bahnhof Aldingen ist heute einer der erfolgreichsten Ringzug-Haltepunkte, an dem werktäglich um die 1000 Fahrgäste ein- bzw. aussteigen. Die hohen Fahrgastzahlen am Bahnhof Aldingen lassen sich auch darauf zurückführen, dass Aldingen ein wichtiger Verknüpfungspunkt zwischen Ringzug und Busverkehr ist. In Aldingen, wo zur Minute 30 sich die Ringzüge aus Richtung Rottweil mit denen aus Richtung Tuttlingen kreuzen, werden kurz nach Ankunft der Ringzüge Omnibusverkehre nach Trossingen und auf den Heuberg angeboten. Werktäglich verbindet der Ringzug Aldingen stündlich mit Rottweil, wo stündlich Intercity-Anschluss nach Stuttgart besteht, sowie mit Spaichingen, Tuttlingen, Immendingen und Leipferdingen. Aldingen ist in den Verkehrsverbund move eingegliedert.
Aldingen liegt an der Bundesstraße 14 zwischen Rottweil und Tuttlingen. Dadurch ist eine gute Anbindung an die Nachbarstadt Spaichingen gegeben. Landes- und Kreisstraßen verbinden die Gemeinde mit Trossingen, Schura, Aixheim und Denkingen.
Durch eine Alltagsroute aus dem Radnetz Baden-Württemberg ist Aldingen mit Rottweil und in der anderen Richtung über Spaichingen mit Tuttlingen verbunden.

## Söhne und Töchter der Gemeinde

Berchthold Haller

- Berchtold Haller (1492–1536), Reformator der Stadt Bern
- Gebrüder Link: Johann Link (1821–1871) und Paul Link (1821–1891), Orgelbauer